# Джафаров, Али Асад оглы
Али Асад оглы Джафаров (26 августа 1904, Нахичевань, Эриванская губерния — 28 мая 1963, Баку) — советский хозяйственный, государственный и политический деятель, генерал, депутат нескольких созывов Верховного Совета СССР и Азербайджанской ССР.

## Биография
С малых лет работал на железнодорожном транспорте. От должности кочегара, помощника машиниста вырос до заместителя начальника Закавказской железной дороги, затем с 1945 г., когда Азербайджанская дорога была выделена из состава Закавказской железной дороги в самостоятельную (май 1945), он работал начальником Азербайджанской дороги продолжительное время. С именем А. А. Джафарова связан многолетний период работы Азербайджанской железной дороги. За заслуги перед государском А. А. Джафаров был награжден двумя орденами Ленина, двумя орденами Трудового Красного Знамени, орденами «Знак Почета», Отечественной войны I степени, рядом медалей. 
А. А. Джафаров неоднократно избирался депутатом Верховного Совета СССР и Азербайджанской ССР, членом ЦК КП Азербайджана.

## Факты
24 августа в Баладжарском локомотивном депо состоялась церемония, посвященная 100-летию со дня рождения первого начальника независимой Азербайджанской железной дороги Али Джафарова.
Выступившие на церемонии заместитель начальника Государственной железной дороги Ислам Эфендиев и другие рассказали об исключительных заслугах Али Джафарова в создании в Азербайджане этой важной транспортной структуры, его славном жизненном пути.
Дочь Али Джафарова – Эльмира Джафарова выразила коллективу Государственной железной дороги признательность за почтение, проявленное к памяти ее отца.
Участники церемонии возложили цветы к бюсту Али Джафарова в Баладжарском локомотивном депо. Сейчас это депо носит его имя.

## Воспоминания

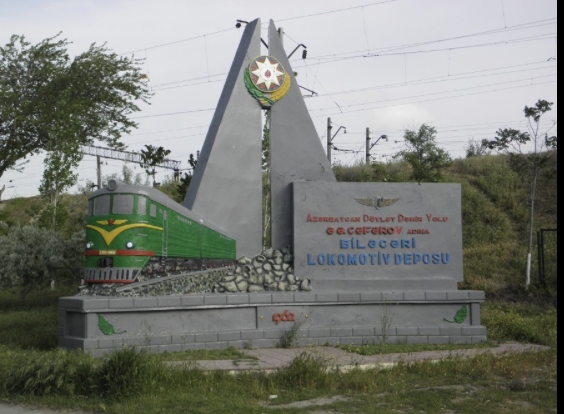
На въезде в депо Баладжары.

C 1963 г. депо Баладжары носит имя Али Асад оглы Джафарова.